# Tachyancistrocerus antiquus
Tachyancistrocerus antiquus är en stekelart som beskrevs av Giordani Soika 1970. Tachyancistrocerus antiquus ingår i släktet Tachyancistrocerus och familjen Eumenidae. Inga underarter finns listade i Catalogue of Life.